# گل مریم (فیلم ۱۹۷۴)
گل مریم (به هندی: Rajnigandha) فیلمی محصول سال ۱۹۷۴ و به کارگردانی باسو چاترجی است. در این فیلم بازیگرانی همچون آمل پالکار، ویدیا سینها، دینش تاکور ایفای نقش کرده‌اند.